# لکله
شهر لکله  در بخش اورب  در ایالت وو در کشور سوئیس  واقع شده‌است که ۱۵۰ نفر جمعیت دارد.